# Johann IV. von Starhemberg

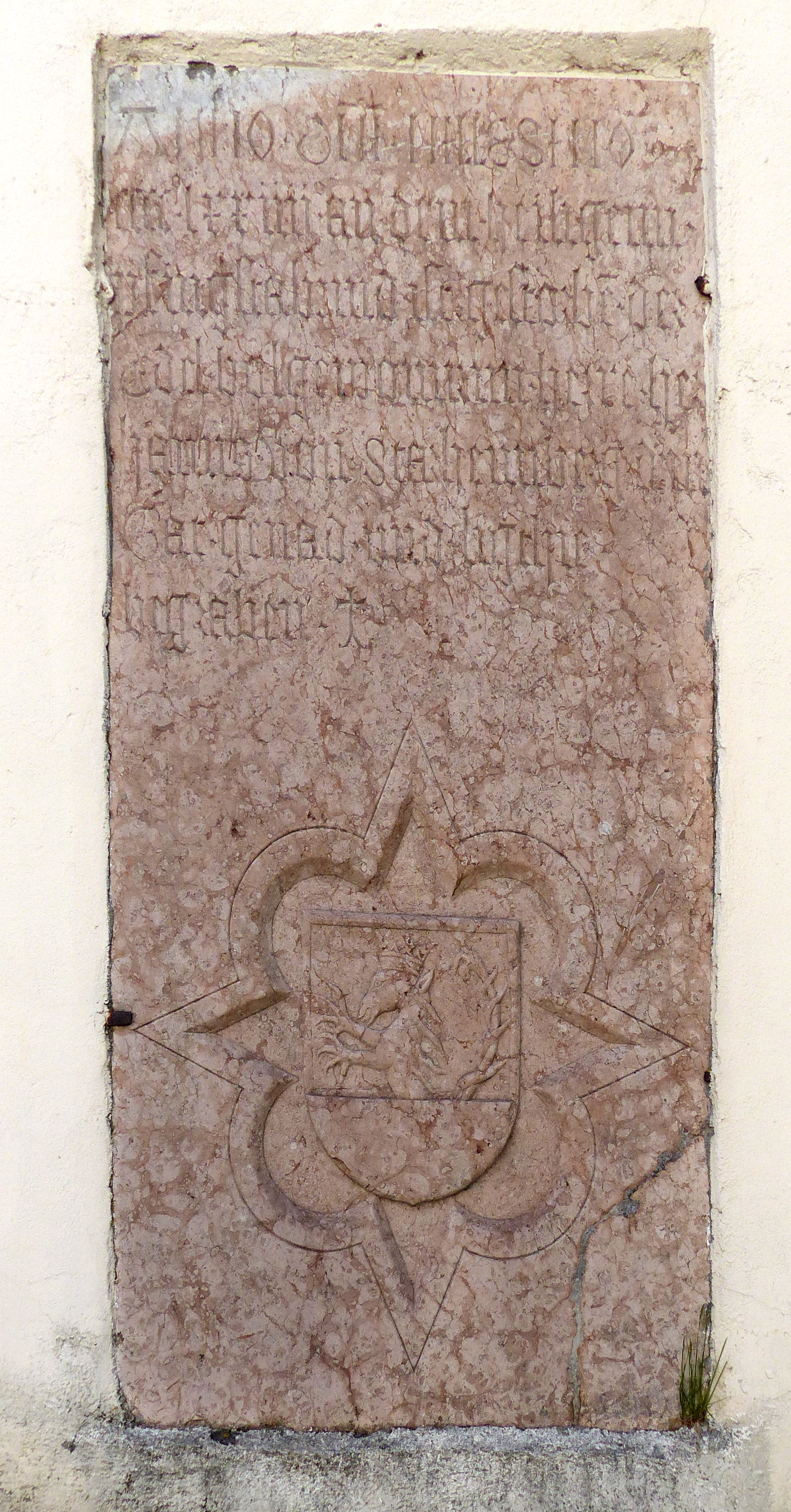
Pfarrkirche Hellmonsödt, Grabplatte des Johann IV. von Starhemberg (1474)

Johann IV. von Starhemberg (* 1412; † 1474) war der erste Starhemberger, der das Amt des Hauptmannes des Landes ob der Enns bekleidete (1460). Weitere Landeshauptmänner aus dieser Familie waren Ulrich von Starhemberg und dessen Bruder Gotthard von Starhemberg im späten 15. Jahrhundert und Heinrich Wilhelm von Starhemberg im 17. Jahrhundert.

## Leben
Johann IV. von Starhemberg war der zweitgeborene Sohn von Kaspar I. von Starhemberg und dessen zweiter Gattin Agnes von Polheim und wurde 1412 geboren. 
1436 zog er mit Herzog Friedrich, dem späteren Kaiser Friedrich III. und anderen Adeligen nach Jerusalem, um das heilige Grab zu besuchen. Die Namen und Wappen der Mitreisenden wurden im fürstlichen Saal in Triest verewigt. 
Ab 1441 ließ er die während der Hussiteneinfälle ins Mühlviertel zerstörte Pfarrkirche Hellmonsödt neu errichten.
Johann von Starhemberg war ein angesehener Adeliger und bekleidete um 1460 auch das Amt des Landeshauptmannes von Oberösterreich. Er starb 1474 im Alter von 62 Jahren und wurde in der Pfarrkirche Hellmonsödt bestattet, wo eine Grabplatte noch an ihn erinnert. Ein Porträt mit einer ihm gewidmeten Inschrift befindet sich im Schloss Eferding.

## Familie
1449 vermählte er sich das erste Mal mit Frau von Töring, mit der er einen Sohn und eine Tochter zeugte. Nach deren Tod um 1454 oder 1455 heiratete er Elisabeth von Puchheim. Diese Ehe blieb aber kinderlos. Als diese starb, heiratete er 1460 das dritte Mal Agnes Elisabeth von Hohenberg. Mit ihr zeugte er sieben Söhne und sechs Töchter.